# Asticta lutea
Asticta lutea là một loài bướm đêm trong họ Erebidae.